# متحف سفينة الفايكنج (أوسلو)
يتواجد متحف سفينة الفايكنج في أوسلو، النرويج. وهو جزء من متحف التاريخ في شبه جزيرة تبعد مسافة كيلومترات عن العاصمة أوسلو، يحتوي المتحف على سفن بنيت منذ 800 سنة بعد الميلاد. تَمَّ إغلاقه مؤقتًا مُنذ سبتمبر 2021 حتى 2025/2026.

## معرض صور

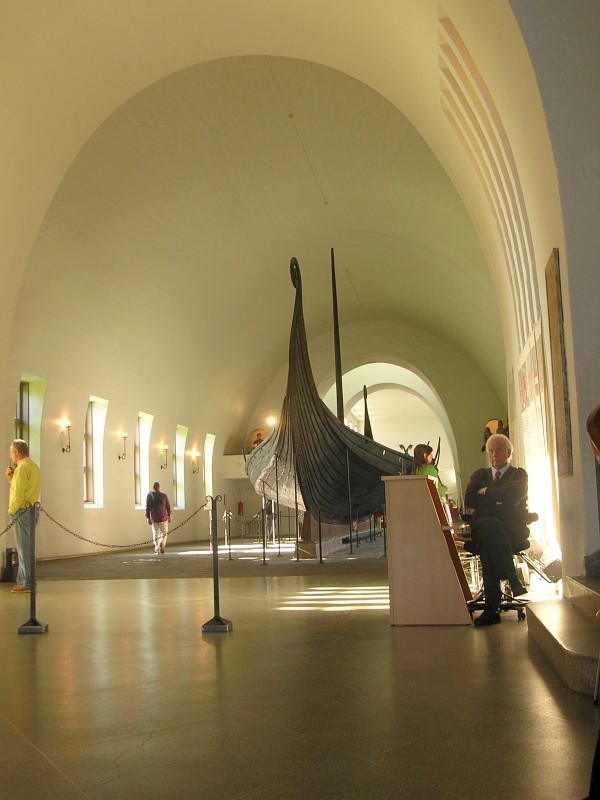
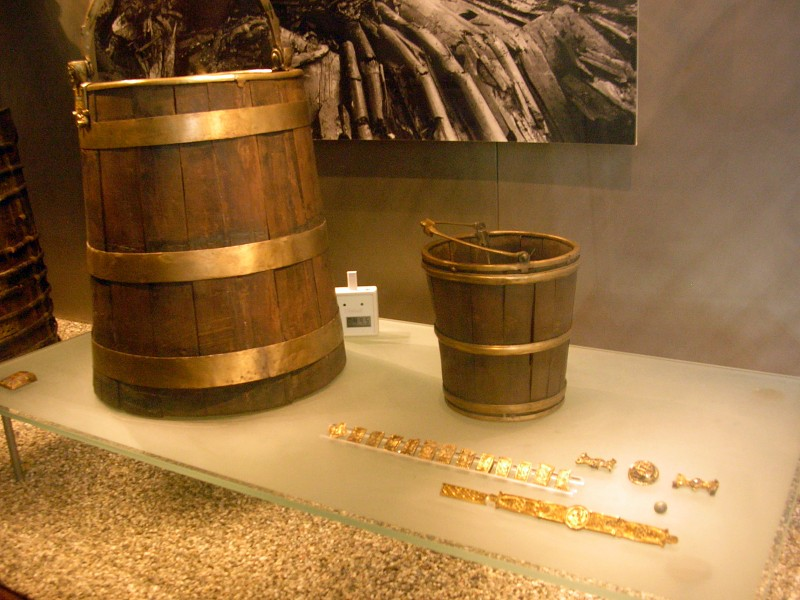
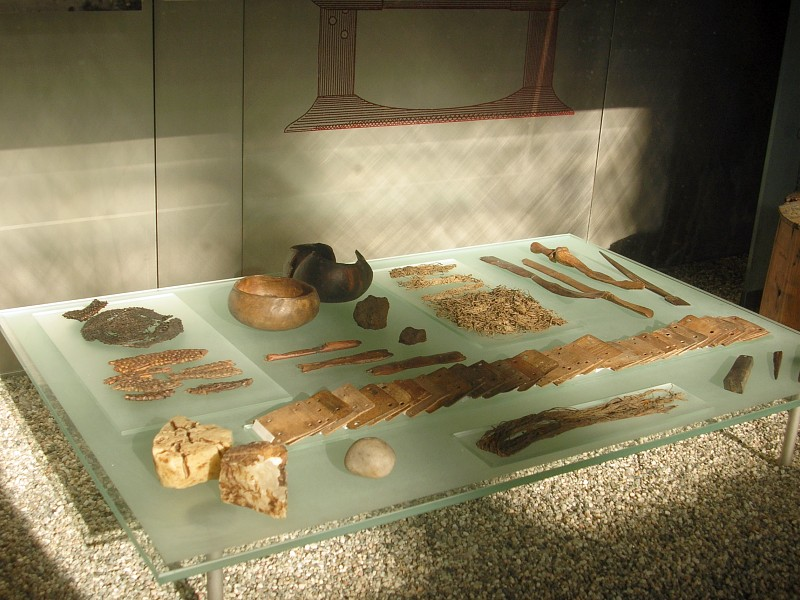
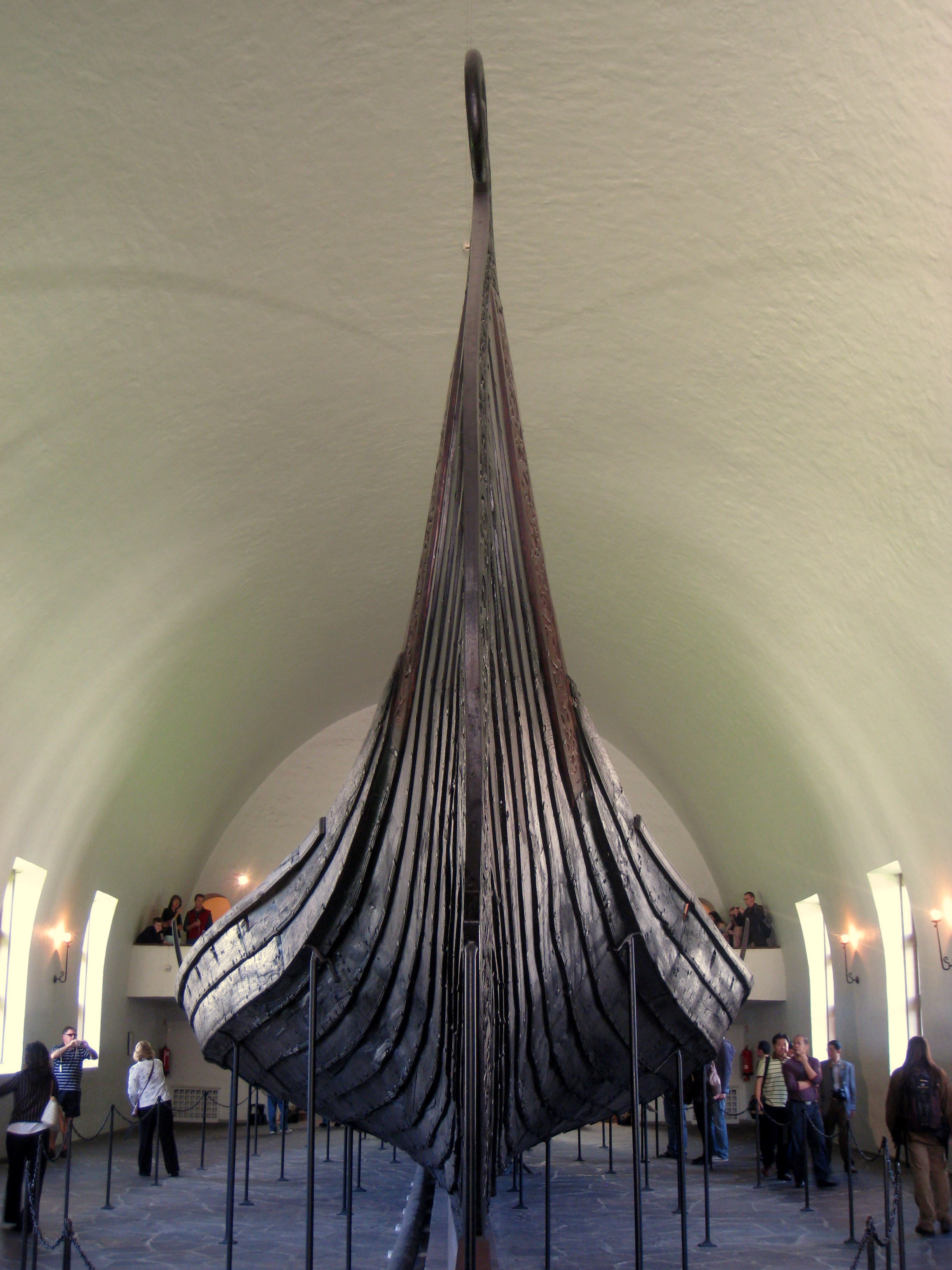
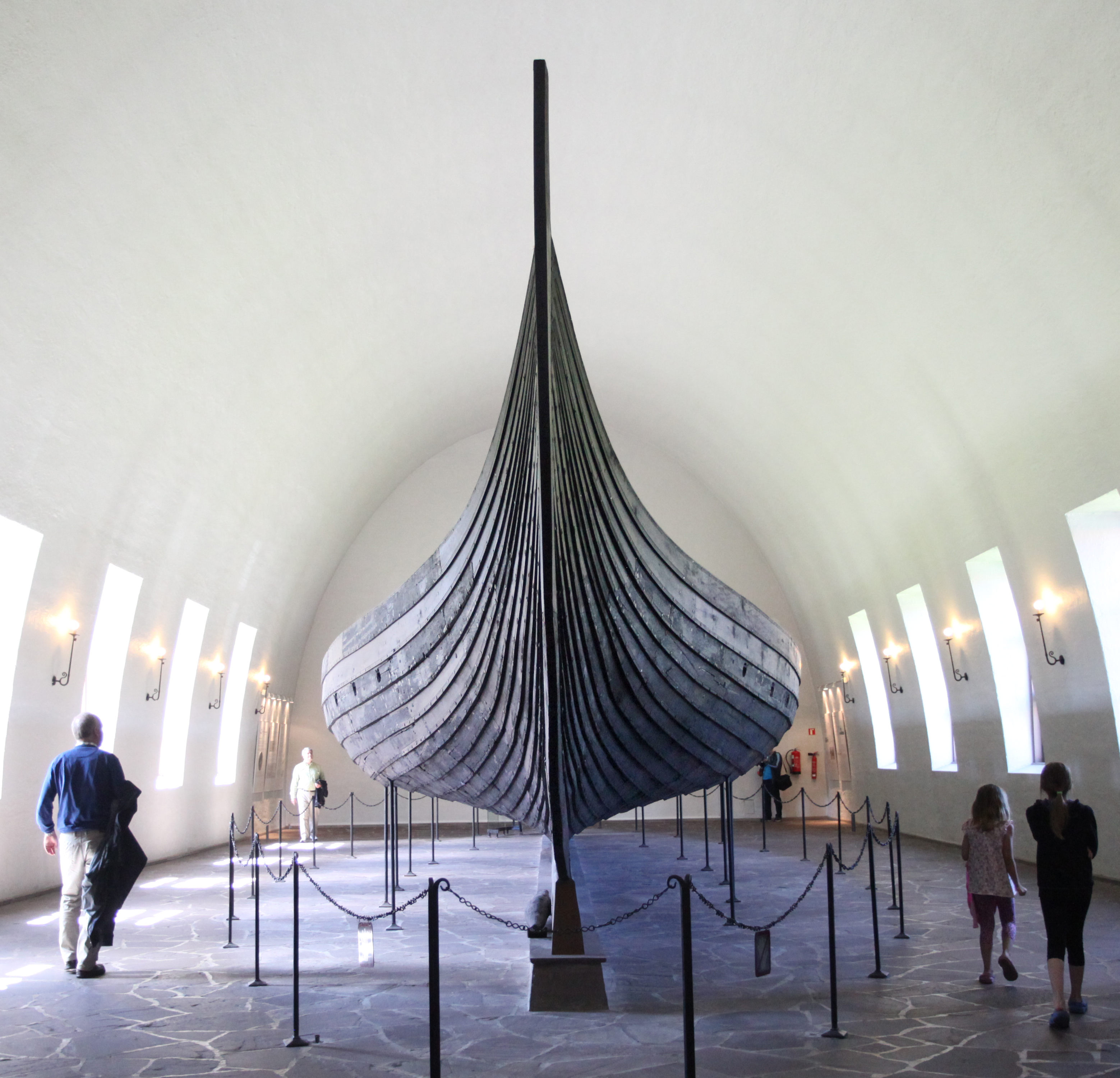